# Severino Pereira da Silva
Severino Pereira da Silva (Taquaritinga do Norte, 6 de maio de 1895 - Rio de Janeiro, 28 de março de 1986) foi um empresário brasileiro.

## História
Severino era filho de Antonio Pereira da Silva, um cobrador de impostos da região e Rita Carvalho Pereira da Silva, uma dona de casa. O casal teve 11 filhos e Severino o mais novo da prole. Desde pequeno Severino ajudava sua família. Aos 10 anos, lavava burros nos açudes da região e assim contribuia com "2 contos" nas despesas de casa.
Ele deixou sua terra natal ainda adolescente, e viajou para ao Recife, a fim de trabalhar no comércio a convite do seu irmão mais velho, Manoel Pereira. Tendo exercido por alguns anos as atividades de auxiliar do comércio. Em 1915, conseguiu um emprego na empresa Othon & Mendes, atualmente Tecidos Othon Bezerra de Melo, em pouco tempo foi trabalhar em outra empresa pernambucana, Alves de Brito & Cia., sendo após transferido para o Rio de Janeiro. Dotado de grande inteligência, sempre conduziu todas suas atividades com esmero e dedicação, passando a merecer total confiança em todos os setores do comércio e da indústria. Após se desligar da Firma Alves de Brito, passou a trabalhar por conta própria, e devido sua capacidade empreendedora adquiriu grande fortuna, representadas pelas suas empresas.
Ao final de 1935, tendo em vista um decreto Lei de 1931 que restringia a importação de maquinaria para todas as indústrias consideradas de superprodução, Severino compra a Fábrica de Tecidos Aliança, construida no bairro de Laranjeiras, Rio de Janeiro, com o intuito de promover a sua dissolução para aproveitar as suas máquinas na constituição de outras tecelagens de menor porte. Nesta época, o Brasil experimentava a crise mundial oriunda da quebra da Bolsa de Nova Iorque em 1929, momento gerador de profunda recessão, com grandes estoques de tecidos de algodão acumulados, sem encontrar compradores. Deste ato nasceu a Companhia Industrial Cataguases, a Fiação Santa Terezinha em Juiz de Fora e a Companhia Nacional de Estamparia - Cianê, em Paraguaçu, Sul de Minas Gerais.
Em 1975, houve a junção do grupo Severino Pereira da Silva passando as empresas a partir de abril de 1975 trabalharem através do regime administrativo e financeiro como coligadas e controladas. As empresas mantinham os seus funcionários nos mesmos cargos e funções e também o mesmo endereço, onde a matriz passou a ser a cidade de Sorocaba. Todos os funcionários passaram a prestar serviços ao mesmo grupo econômico.
Do conglomerado de empresas uniram-se a Cia Nacional de Estamparia, Cia de Cimento Portland Barroso, Cia de Cimento Portland Paraíso, Cia de Cimento Portland Alvorada, Cia de Cimento Portland, Alvorada Goiás e Tubazem, Fabrica de Tecidos Santa Rosália, Continental Agro-pecuária e Transportadora Ltda, Britamise Britagem e Mineração, Pilar Agro-Pastoril, Agro-Florestal Ltda, Floresta Ltda, Capanema Agro-Industrial-S/A, Companhia Têxtil Aliança Industrial, Empresa Granja Paraíso Ltda, Cimento Portland Mossoró Ltda, Hospital Geral Severino Pereira da Silva, entre outras. Todas suas atividades se estenderam em (11) onze Estados do Brasil.

## Reconhecimento
Em Sorocaba, é na Praça Pio XII em Santa Rosália que está o monumento que homenageia o pernambucano Severino Pereira da Silva, um dos principais responsáveis pelo desenvolvimento da indústria têxtil na cidade. A avenida principal do bairro leva o seu nome, além do Hospital São Severino em Sorocaba, São Paulo. O Hospital Geral Severino Pereira da Silva e o Cenecista Severino Pereira (Que hoje leva o nome de Ginásio Experimental Municipal Severino Pereira da Silva), em Taquaritinga do Norte, sua cidade natal em Pernambuco.
No município de Barroso (MG) foi edificado um busto em sua homenagem e o terminal rodoviário local recebe o nome deste empresario. 